# Paul et Michèle
Pour plus de détails, voir Fiche technique et Distribution.
Paul et Michèle (Paul and Michelle) est un film franco-britannique réalisé par Lewis Gilbert, sorti en 1974. Il s'agit de la suite du film Deux Enfants qui s'aiment (Friends).

## Synopsis
Paul retrouve Michelle à Nice, où elle vit avec Sylvie, leur fille, et avec Gary. Les deux anciens amants retombent amoureux l'un de l'autre et s'installent à Paris. Enceinte de Gary, Michelle avorte. Épuisés par leur journée de travail, Paul et Michelle se disputent souvent. Apeurée, Sylvie fait une fugue.

## Fiche technique
- Titre français : Paul et Michèle[1]
- Titre original : Paul and Michelle
- Réalisation : Lewis Gilbert, assisté de Denis Amar
- Scénario : Vernon Harris et Angela Huth, d'après Lewis Gilbert (histoire)
- Photographie : Claude Renoir
- Montage : Thelma Connell
- Musique : Michel Colombier
- Société de production : Lewis Gilbert Productions
- Société de distribution : Paramount British Pictures
- Pays d'origine :  Royaume-Uni,  France
- Langue : anglais
- Format : couleur (Technicolor) - 2.35 : 1 - Mono - 35 mm
- Durée : 105 minutes
- Dates de sortie : 
  - États-Unis : mai 1974
  - Royaume-Uni : 21 novembre 1974 (Londres)
  - France : 30 avril 1975[1]

## Distribution
- Anicée Alvina : Michelle Latour
- Sean Bury : Paul Harrison
- Keir Dullea : Garry
- Ronald Lewis : Sir Robert
- Catherine Allégret : Joanna
- Georges Beller : Daniel
- Anne Lonnberg : Sussanah
- Sara Stout : Sylvie
- Peter Graves : Sir Henry
- Robert Favart : le professeur
- Albert Simono : le docteur Duval
- Jenny Arasse : Sœur Mercier
- Guy Marly : le serveur
- Michel Garland
- Sylvie Joly